# Nemeskisfalud
Nemeskisfalud is een plaats (község) en gemeente in het Hongaarse comitaat Somogy. Nemeskisfalud telt 58 inwoners (2001).